# Carlos Pérez-Nievas
Carlos Pérez-Nievas López de Goicoechea (Tudela, Navarra, 5 de octubre de 1966) es un abogado y político español que ejerce el cargo de secretario general de Ciudadanos desde octubre de 2024. Perteneció a Convergencia de Demócratas de Navarra (CDN) y fue consejero de Educación del Gobierno de Navarra entre 2007 y 2009.

## Biografía
Nacido en una familia de tradición carlista, es sobrino de José Ángel Pérez-Nievas. Es licenciado en Derecho por la Universidad de Zaragoza y abogado en ejercicio desde 1995. 
En 1997 se afilió a Convergencia de Demócratas de Navarra (CDN), partido en el que desempeñó el cargo de secretario desde 2001. Fue, asimismo, candidato a la alcaldía de Tudela en 1999 y 2003, y parlamentario y vicepresidente del Parlamento de Navarra en la legislatura 2003-2007.
En agosto de 2007 fue nombrado consejero de Educación del Gobierno de Navarra de coalición entre UPN y CDN. Durante su cargo como consejero de Educación, su labor por la mejora educativa en Navarra y su involucración para el euskera fue muy bien vista por los grupos políticos de izquierdas como Nafarroa Bai e IUN. Asimismo impulsó la creación del Instituto Navarro del Vascuence.
En 2009 fue cesado en su cargo por el presidente del Gobierno de Navarra Miguel Sanz por discrepancias con CDN por la reforma de la Ley Foral del Euskera, donde CDN votaría a favor y UPN en contra; lo que supuso el cese de los dos consejeros convergentes (educación y vivienda) y la vuelta de CDN a la oposición.
En mayo de 2015 fue designado miembro de la Comisión Gestora del partido Ciudadanos en la Comunidad Foral de Navarra y en 2019 fue escogido para encabezar su lista al Parlamento de Navarra en las elecciones de mayo.
En enero de 2023 fue nombrado Coordinador Nacional de Ciudadanos, uno de los principales puestos en la dirección de la formación.
En octubre de 2024 fue nombrado secretario general de Ciudadanos.